# Carnivoraformes
Clade
Les Carnivoraformes, autrefois regroupés dans la famille des Miacidae, aujourd'hui reconnue paraphylétique, forment un clade rassemblant les Carnivores vrais et le groupe des genres basaux apparentés. Avec les genres basaux du clede des Carnivoramorpha, ces derniers constituent le groupe-souche de la lignée des Carnivores au sein des Ferae. Les Carnivoraformes basaux vivaient principalement durant l’Éocène, entre environ 56 et 34 millions d’années.

## Description

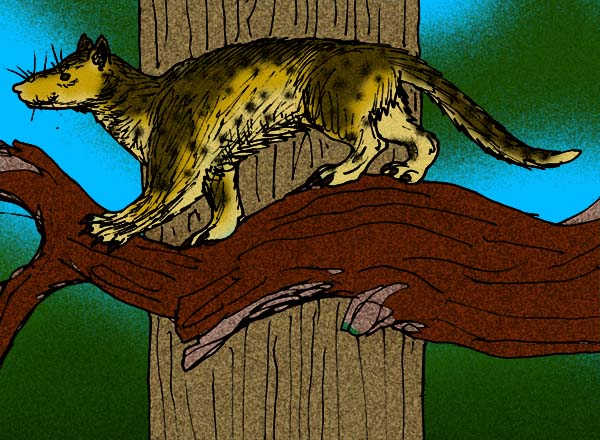
Vue d'artiste de Miacis parvivorus

Les Carnivoraformes avaient généralement la taille d'une martre ou d'une civette, avec une longue queue. Leurs dents et crânes montrent qu'ils étaient moins dérivés que les carnivores vrais. Ils présentent de nombreux caractères propres aux carnassiers mais leur cochlée était moins complexe (pas de protection ossifiée).
Certaines espèces étaient arboricoles, tandis que d'autres chassaient au niveau du sol.

## Régime alimentaire
Les Carnivoraformes se nourrissaient probablement d’invertébrés, de lézards, d’oiseaux et de petits mammifères tels que des musaraignes et des opossums.

## Classification
Le clade des Carnivoraformes inclut les genres plus dérivés que les Viverravidae. L'émergence des Carnivores est aujourd'hui datée vers 43 millions d'années.
Certains genres ou espèces autrefois classés dans les Miacidae ont été reclassés dans les Caniformia, l'une des deux branches des Carnivora.

## Liste des genres
- Genre Eosictis
- Genre Messelogale[3]
- Genre Miacis
- Genre Miocyon
- Genre Oodectes
- Genre Palaearctonyx
- Genre Paramiacis
- Genre Paroodectes
- Genre Procynodictis[4]
- Genre Prodaphaenus
- Genre Quercygale[5]
- Genre Tapocyon
- Genre Uintacyon
- Genre Vassacyon
- Genre Vulpavus
- Genre Xinyuictis
- Genre Ziphacodon